# ۲۳ اردیبهشت
۲۳ اردیبهشت پنجاه و چهارمین روز سال در گاه‌شماری خورشیدی است. به پایان سال ۳۱۱ روز (۳۱۲ روز در سال کبیسه) باقی‌است.

## رویدادها
- ۱۳ - نبرد ۶۳۴ بابل
- ۱۳۵۸ - لغو قانون اجازه استفاده مستشاران نظامی آمریکایی از بند دوم کنوانسیون وین‌ توسط نظام جمهوری اسلامی ایران
- ۱۳۹۶ - زمین‌لرزه‌های ۱۳۹۶ خراسان شمالی
- ۱۴۰۳ - بازداشت ۱۴۰۳ صادق زیباکلام به اتهام نشر مطالب خلاف واقع و فعالیت تبلیغی علیه نظام جمهوری اسلامی ایران

## زادروزها
- ۱۳۶۴ - محسن یگانه، خواننده

## درگذشت‌‌ها
- ۱۳۹۸ - بهنام صفوی، خواننده
- ۱۴۰۲ - رحمت‌الله خسروی، نماینده دوره سوم مجلس شورای اسلامی از حوزه انتخابیه آباده